# チャンギ (シンガポール)

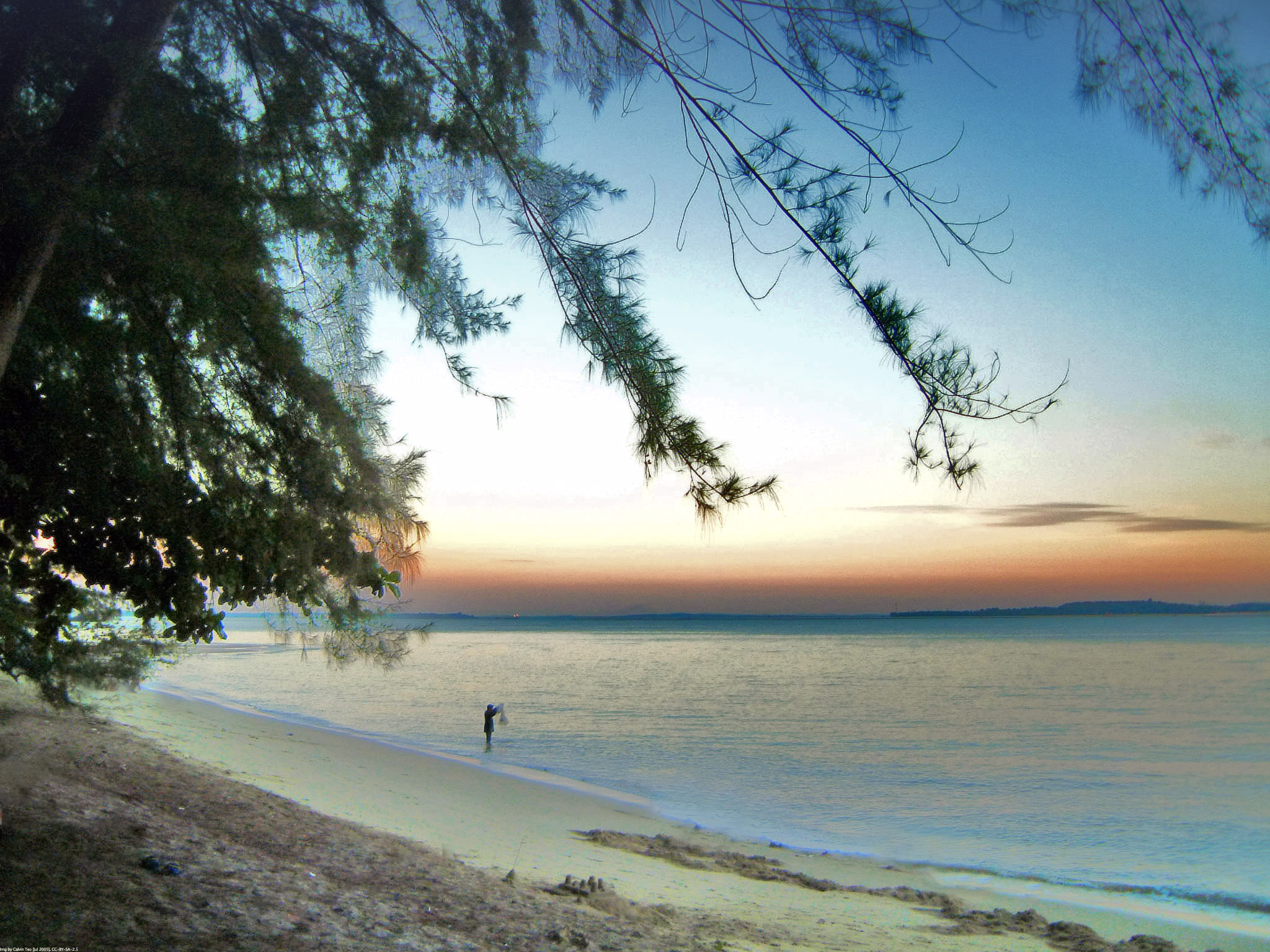
チャンギビーチの日没

チャンギは、シンガポール本島東端の地区 (place) である。東部地域 (East Region) に属す。

## 交通
- シンガポール・チャンギ国際空港
- チャンギ・エアポート駅
- チャンギ・ポイント・フェリー・ターミナル

## 施設
- チャンギ空軍基地
- チャンギ海軍基地
- チャンギ刑務所
- シンガポール日本人学校チャンギ校